# Ozola pulverulenta
Ozola pulverulenta là một loài bướm đêm trong họ Geometridae.